# Ngựa Quarter

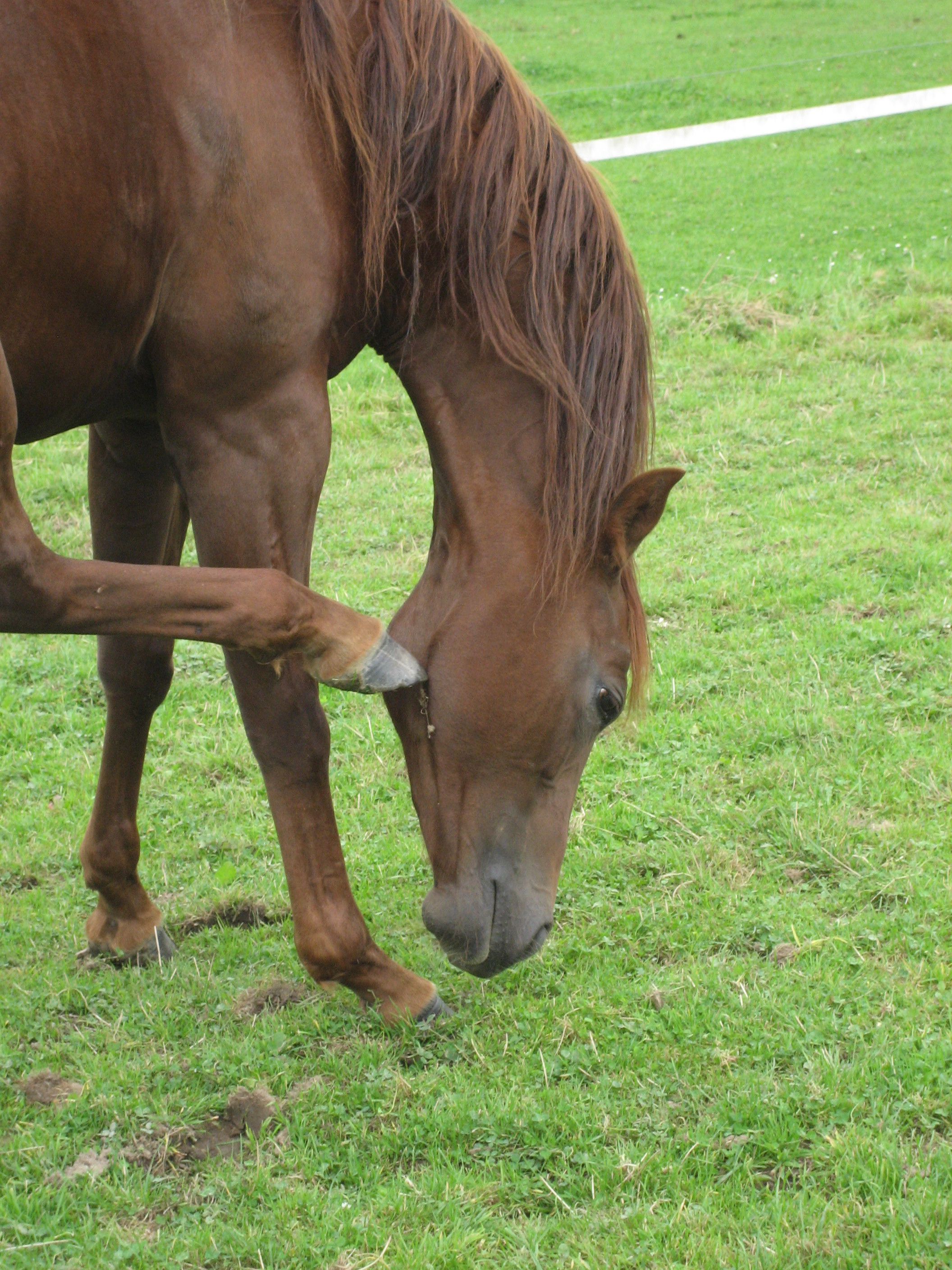
Ngựa một phần tư dặm

Ngựa Quarter hay ngựa một phần tư dặm là giống ngựa có nguồn gốc từ Mỹ, chúng được pha giống ở Mỹ giữa loại Ngựa Thuần Chủng (Thoroughbred) và loại ngựa Tây Ban Nha cổ xưa. Chúng được dùng để đua những cuộc đua một phần tư (quarter) dặm, và cũng vì vậy mà được gọi là Quater Horse. một số cá thể ngựa đã được ghi nhận đạt tốc độ ở tốc độ lên đến 55 mph (88,5 km/h).
Giống ngựa này còn chạy nhanh hơn cả giống ngựa nòi (Thoroughbred) trong những khoảng đua ngắn (đua nước rút). Chúng cao khoảng 1.5 mét tới 1.6 mét và nặng khoảng 450 kg, ngực rộng nhưng cổ ngắn. Thường là một màu (đồng màu). Loại ngựa này hay được dùng để chăn nuôi gia súc như dùng để lùa bò ở các nông trại, người ta cưỡi chúng để chặn ngang mặt các con vật gia súc đang đi lạc ra khỏi đàn, khiến những con vật này phải đi trở lại vào đàn để về chuồng.

## Lịch sử giống

### Thời Pháp thuộc

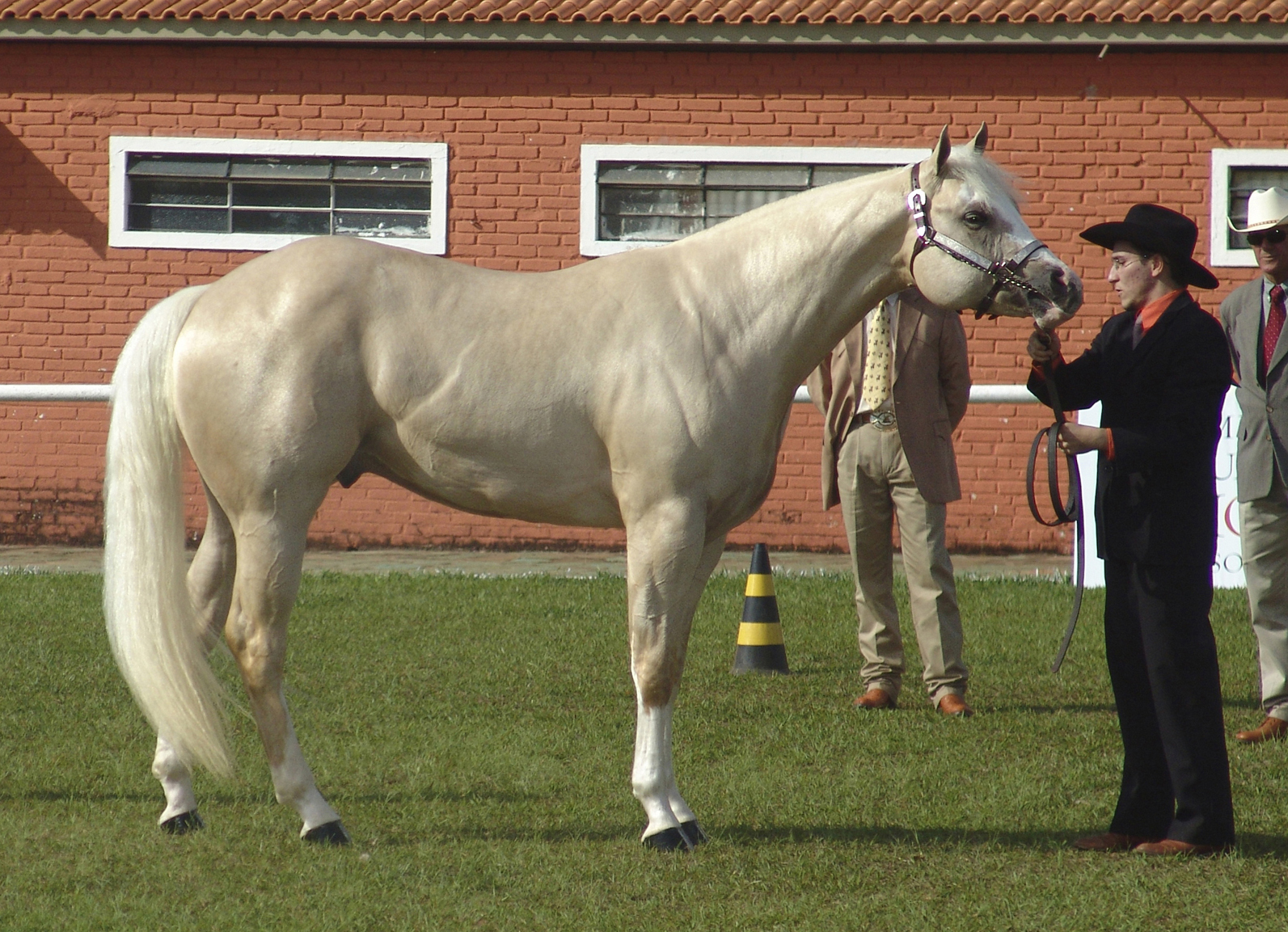

Thời Pháp thuộc thế kỷ 17, những kẻ thực dân trên bờ biển phía đông của những gì ngày hôm nay ở Hoa Kỳ đã bắt đầu để đưa ngựa Anh Thuần Chủng (Thoroughbred) nhập khẩu với các loại ngựa "bản địa" như ngựa Chickasaw, mà  chúng đã là một giống được phát triển bởi những người Mỹ bản địa ở những con ngựa có nguồn gốc từ Tây Ban Nha, được phát triển từ bán đảo Tây-Bồ (Iberia) như ngựa Ả Rập và ngựa Bắc Phi (Barb) được đưa đến nơi mà những gì bây giờ được gọi là Đông Nam Hoa Kỳ do những kẻ chinh phục (Conquistador) đem đến.

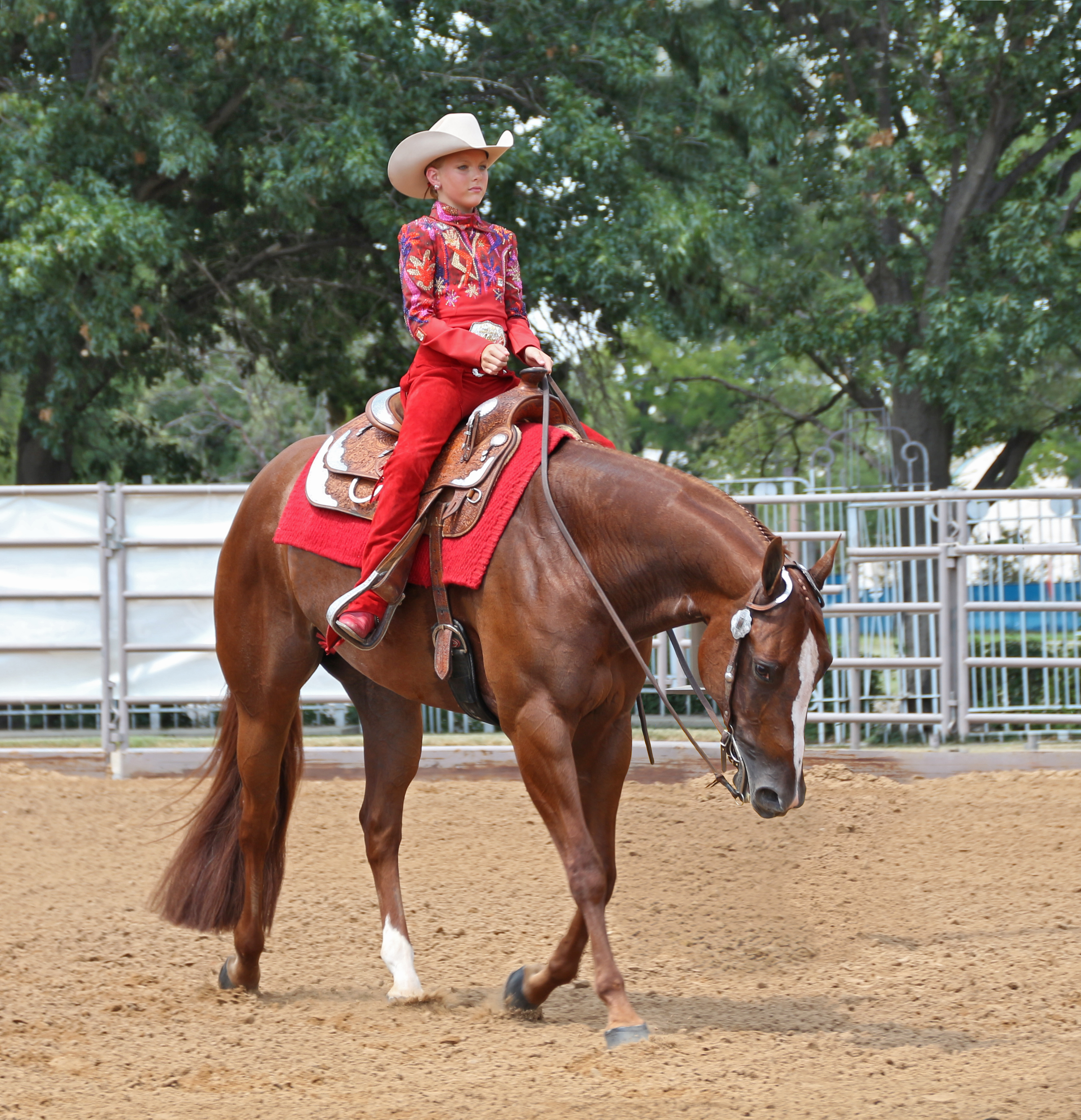
Một con ngựa đang được cưỡi

Một trong những nổi tiếng nhất của việc nhập khẩu ban đầu là con ngựa mang tên Janus, một con ngưa nòi (Thoroughbred) vào năm 1746, và được nhập khẩu vào vùng thuộc địa Virginia trong năm 1756 (lúc này Anh đang cai trị Mỹ). Sự ảnh hưởng của những con ngựa nòi (Thoroughbred) như Janus góp gen rất quan trọng cho sự phát triển của giống ngựa gọi là "Quarter Horse." Các giống đôi khi được gọi là các con ngưa với sự nổi tiếng như là những con ngựa giống nhỏ, nhiệt huyết (máu nóng), và nhanh nhẹn, và được sử dụng như một con ngựa làm việc trong tuần lao động và cũng là một con ngựa đua vào những ngày cuối tuần.
Khi các cuộc đua ngựa  trở nên phổ biến với người dân thuộc địa,  ngựa Quarter thậm chí còn trở nên phổ biến hơn vì  là ngựa chạy nước rút trong các cuộc đua này, chặng đua thường là ngắn hơn so với các trường đua cổ điển theo kiểu cách của nước Anh. Khi được đối đầu với một loài thuần chủng, những ngựa chạy nước rút địa phương thường giành chiến thắng. sau này được chính thức gọi là "Ngựa Quarter", được đặt tên theo khoảng cách cuộc đua 1⁄4 dặm (0,40 km), mà tại đó nó đã thể hiện rất xuất sắc với một số cá thể có thể chạy ở tốc độ lên đến 55 mph.

### Thế kỷ 19
Trong thế kỷ 19, những nhà tiên phong hướng về phía Tây cần một giống ngựa khỏe mạnh, sẵn sàng chống chịu khỏi điều kiện khác nghiệt. Tại vùng Great Plains, những kẻ định cư đã bắt gặp phải con ngựa mà chính là hậu duệ của những con ngựa Tây Ban Nha mà Hernán Cortés và lực lượng Conquistador khác đã được du nhập vào, nơi mà ông ta đã làm phó vương của Tân Tây Ban Nha, mà ngày nay bao gồm Hoa Kỳ và Tây Nam Mexico. Những con ngựa của vùng miền viễn Tây bao gồm những đàn động vật hoang dã được gọi là ngưa Mustang, cũng như con ngựa thuần hóa bởi người Mỹ bản địa, bao gồm cả các bộ tộc người Comanche, Shoshoni và bộ lạc Nez Perce. Khi ngựa Quarter ở thuộc địa được lai với những con ngựa ở phía tây đem tới, những người tiên phong định cư phát hiện ra rằng các con ngựa lai mới có khả năng bẩm sinh, một bản năng tự nhiên để làm việc chung với gia súc, làm cho nó trở nên phổ biến trong công việc của trang trại.
Nhiệm vụ chính của con ngựa trang trại ở miền Tây nước Mỹ đã việc lùa gia súc làm việc (súc vật lao tác). Ngay cả sau khi phát minh ra ô tô, ngựa vẫn không thể thay thế cho việc xử lý những con gia súc trên phạm vi rộng. Do đó, các trại chăn nuôi gia súc lớn Texas, chẳng hạn như nh Ranch rex, Ranch, và Waggoner Ranch đóng một vai trò quan trọng trong sự phát triển của các khu phố hiện đại. Các kỹ năng cần thiết của các cao bồi và con ngựa của họ đã trở thành nền tảng của môn thi đấu rodeo, một cuộc thi được bắt đầu với sự cạnh tranh không chính thức giữa các chàng cao bồi và mở rộng để trở thành một sự kiện cạnh tranh lớn trên khắp miền viễn tây. Cho đến ngày nay, Quarter thống trị môn thể thao cả trong các sự kiện tốc độ và trong cuộc cạnh tranh đó nhấn mạnh việc xử lý gia súc trực tiếp.

### Thế kỷ 20

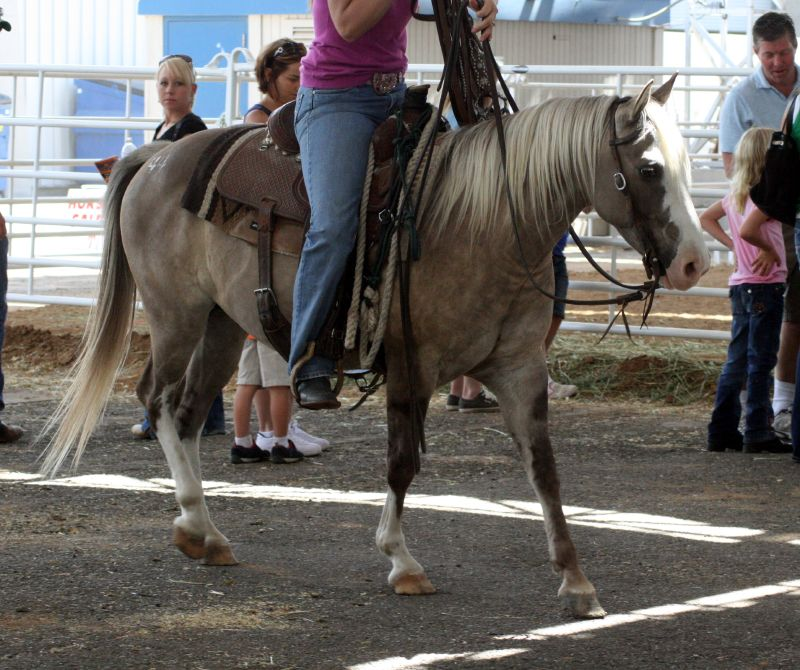
Một con Quarter xám

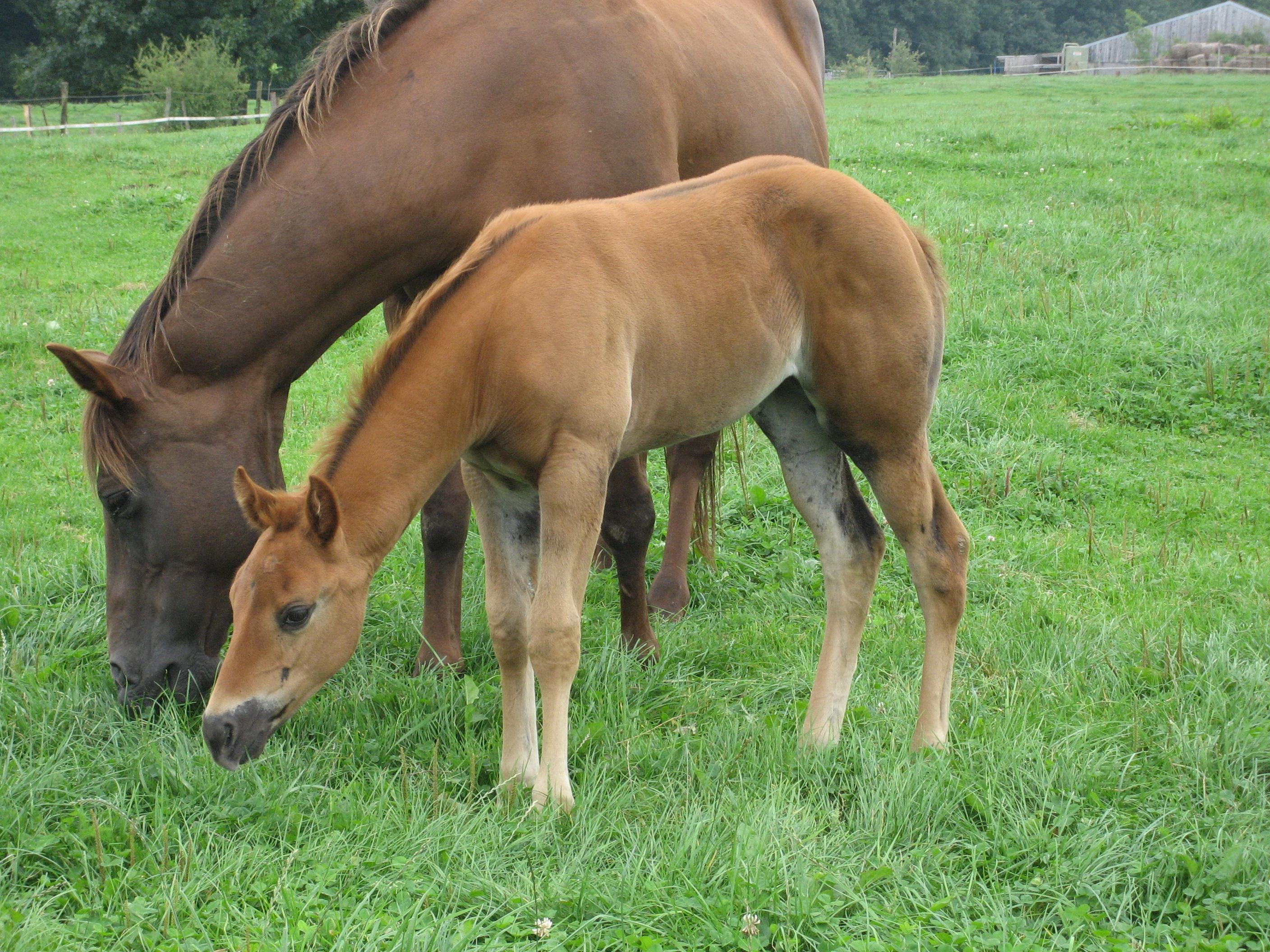

Tuy nhiên, những cuộc đua nước rút cũng là điểm giải trí cuối tuần nổi tiếng và đua đã trở thành một nguồn lợi ích kinh tế cho người nuôi. Kết quả là, máu ngựa nòi (Thoroughbred) ngày càng nhiều hơn đã được bổ sung trở lại (lai ngược) vào việc phát triển giống American Quarter Horse. Những con ngựa Quarter Mỹ cũng được hưởng lợi từ việc bổ sung dòng máu của giống ngựa Ả Rập, ngựa Morgan và thậm chí là ngựa giống tiêu chuẩn (Standardbred). Năm 1940, Hiệp hội American Quarter Horse (AQHA) được thành lập bởi một nhóm kỵ binh và chủ trang trại từ Tây Nam Hoa Kỳ dành riêng để bảo quản các gia phả của ngựa trang trại của họ. Những con ngựa vinh danh với số lượng đăng ký đầu tiên, P-1, là Wimpy, một hậu duệ của giống nền của Vua Ranch. Những con ngựa đực giống khác sống tại AQHA đã có số đăng ký sớm nhất gồm Joe Reed P-3, Cowboy P-12, và Waggoner.
Kể từ khi American Quarter Horse chính thức thành lập, chính nó như là một trại giống, cuốn sách đăng ký bổn bang (stud), AQHA vẫn còn để ngỏ cho việc pha máu ngựa nòi Thoroughbred bổ sung thông qua một tiêu chuẩn hiệu suất. "Phụ lục" American Quarter Horse là một phép lai chéo thế hệ đầu tiên giữa một co ngựa nòi Thoroughbred đã đăng ký và một giống ngựa American Quarter hay lai chéo giữa một số con ngựa American Quarte  và một con ngựa American Quarter tiêu chuẩn. Các con lai mà kết quả được đăng ký trong "Phụ lục" của sách đăng ký giống. Ngựa này được liệt kê trong phụ lục có thể được nhập vào đàn tham gia cuộc thi, nhưng con không hề hay đủ điều kiện để đăng ký AQHA đầy đủ. Nếu con ngựa Phụ lục đáp ứng các tiêu chí về hình dạng nhất định và được thể hiện hoặc chạy thử thành công, việc truy xuất nguồn gốc con ngựa có thể kiếm được theo cách từ các phụ lục vào sách chỉ nuôi ngựa được lưu truyền, làm cho con cái của nó đủ điều kiện để đăng ký vào AQHA
Những con ngựa có thương hiệu The American Quarter Horse cũng đã được xuất khẩu trên toàn thế giới. Các quốc gia châu Âu như Đức và Ý đã nhập khẩu số lượng lớn ngựa Quarter. Tiếp đến hiệp hội American Quarter Horse Association (mà cũng bao gồm những con Ngựa quý từ Canada), đăng ký lớn thứ hai của Ngựa Quarter là ở Brazil, tiếp theo là Úc. Với việc quốc tế hóa này và việc chấp nhận nó như là một trong những con ngựa chính thức của bảy sự kiện trong Hội thi ngựa tài vận thế giới (Equestrian Games World), có sự quan tâm của quốc tế dành cho ngựa Quarter. Các quốc gia như Nhật Bản, Thụy Sĩ và Israel mà không có ngành công nghiệp ngựa truyền thống đã bắt đầu cạnh tranh với Ngựa American Quarter ở các quốc gia riêng của họ và trên bình diện quốc tế. Thương hiệu The American Quarter Horse là giống phổ biến nhất ở Hoa Kỳ ngày nay với hơn 5.000.000 con ngựa American Quarter đăng ký trên toàn thế giới.

## Đặc điểm

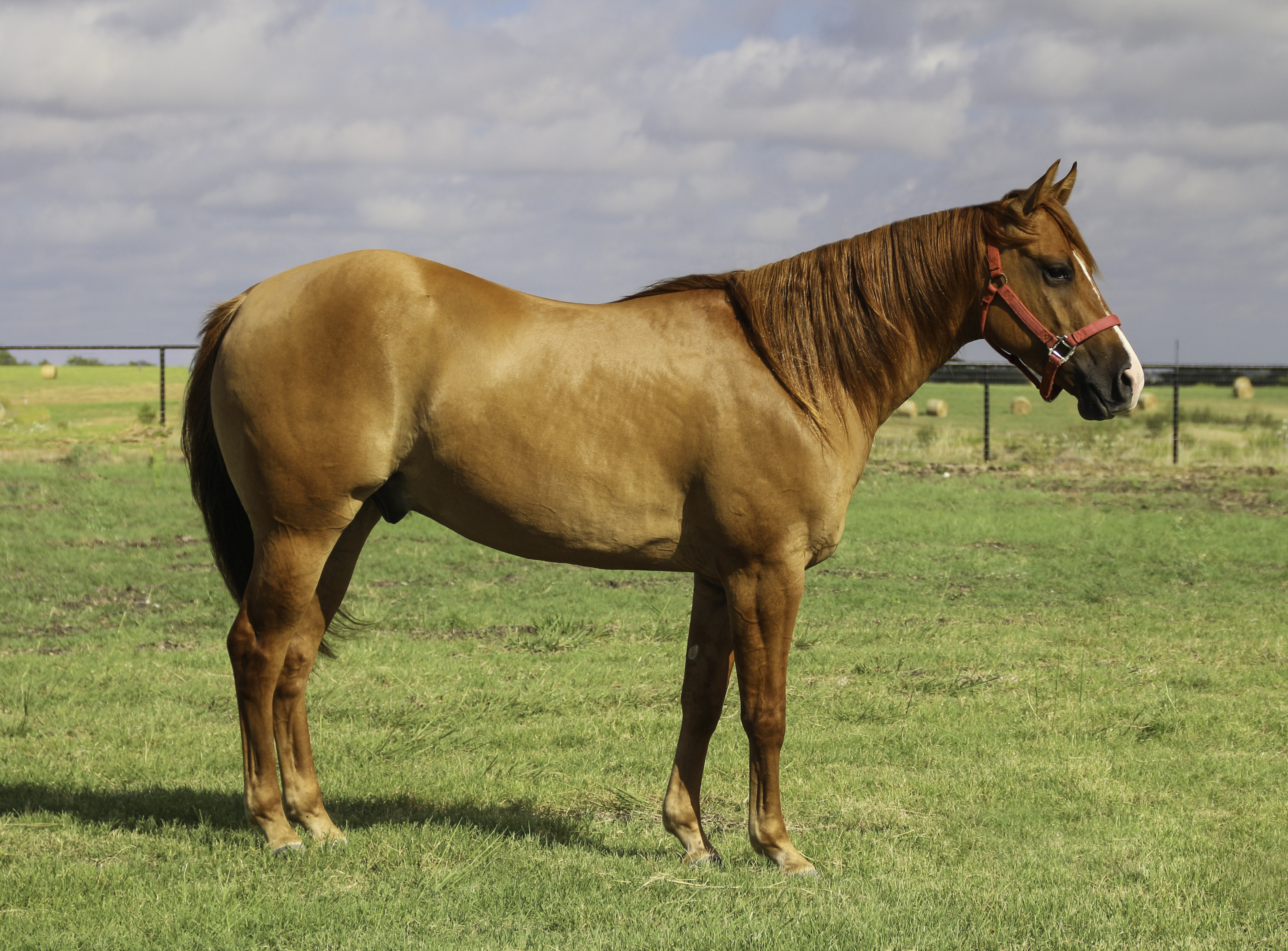

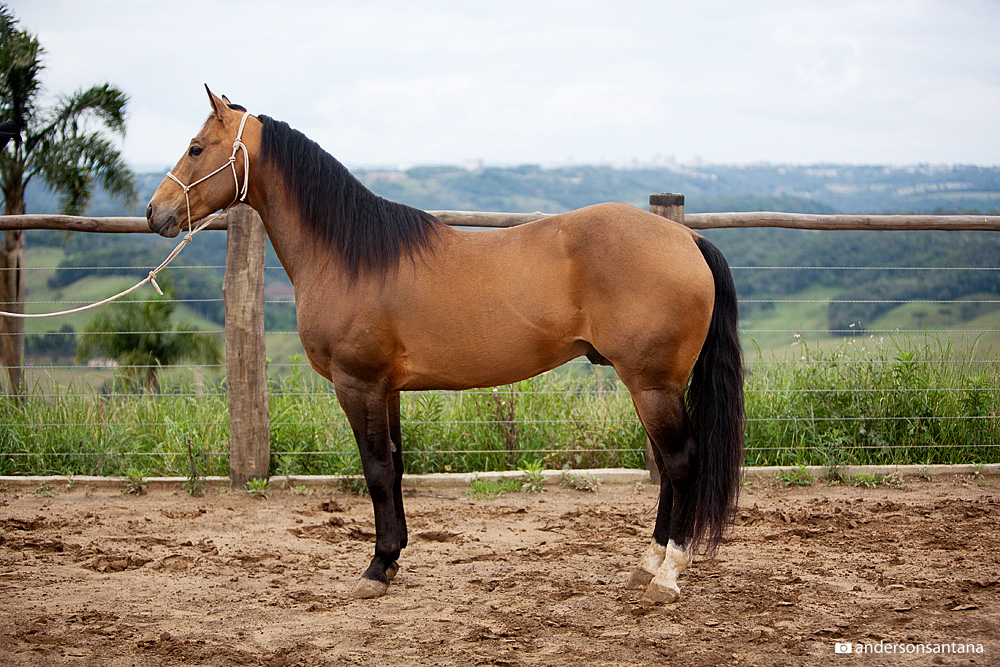

Chúng có một cái đầu nhỏ, nhìn khá tinh tế và một thân hình cơ bắp rắn rỏi, có một bộ ngực rộng và mạnh mẽ, chân sau tròn lẳn, ngựa đua được nuôi dạy để phục vụ cho việc chạy nước rút ngắn khoảng cách khác nhau, tầm 220-870 mẫu (yards). Do đó, chúng có đôi chân dài và gọn nhẹ hơn so với các đối tác nhưng vẫn được đặc trưng bởi thân sau cơ bắp và đôi chân mạnh mẽ. Dòng ngựa quý tộc kiểu cách chủ yếu để đối chọi lại với những con ngựa quý khác, và khả năng chạy nước rút đã giành cho chúng những biệt danh khá kêu như "vận động viên nhanh nhất thế giới."
Ngựa quý sắc xuất hiện trong gần như tất cả các màu sắc. Các màu phổ biến nhất là màu nâu (cây me chua), ngựa đạm (màu nâu đỏ), một phần của nhóm màu được gọi là hồng mã (hạt dẻ). Các màu khác được công nhận bao gồm đen, nâu, da hoẵng, xám, đỏ, grullo (cũng đôi khi được gọi là màu xám tro), loang nâu đỏ, có lang xanh (thanh truy), perlino, màu kem (cremello), và ngựa trắng. Trong quá khứ, các mẫu màu đốm đã được loại trừ, nhưng bây giờ với sự ra đời của các xét nghiệm DNA để xác minh huyết thống, chấp nhận tất cả các màu sắc miễn là cả hai con ngựa cha mẹ đã được đăng ký trong sách bổn bang (stud).

## Bệnh tật
Có một số bệnh di truyền của mối quan tâm đến các nhà lai tạo ngựa Quarter: gồm Hyperkalemic hay liệt định kỳ (HYPP) được gây ra bởi một gen trội NST thường liên kết với gen của giống ngựa này. Nó được đặc trưng bởi sự co giật không kiểm soát được của cơ bắp và tình trạng yếu cơ đáng kể hoặc bị liệt giữa những con ngựa bị ảnh hưởng. Bởi vì nó là một gen trội, chỉ có bố hoặc mẹ phải có gen cho nó mới được truyền cho con cái. Có một thử nghiệm DNA cho chứng HYPP, đó là yêu cầu của AQHA.

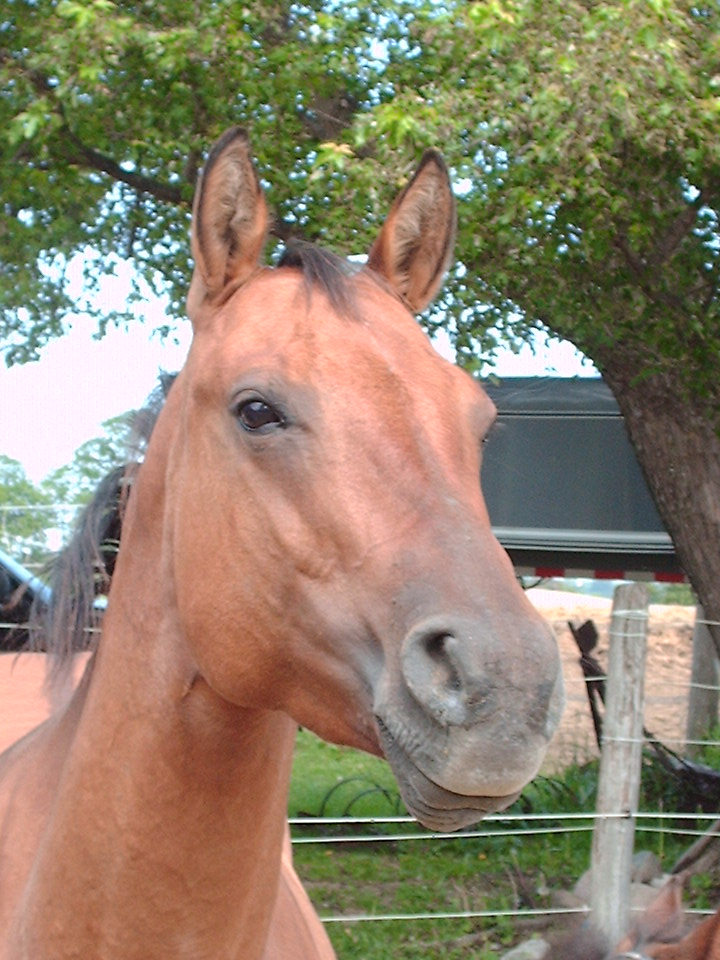
Một cái đầu ngựa

Tăng thân nhiệt ác tính cũng là bệnh đặc trưng của giống này. Một nhân gây đột biến gen tương thụ ryanodine 1 gen (RyR1) tại nucleotide C7360G, tạo ra một R2454G (một loại amino acid) thay thế đã được xác định trong giống ngựa Quarte Mỹ, giống với ngựa Quarter thủy tổ, chúng được thừa hưởng gen này như là một tính trạng trội. Nó có thể gây ra bởi điều kiện làm việc quá sức, gây mê, hoặc quá căng thẳng.
Bệnh Di truyền Equine Regional Dermal kèm Suy nhược (HERDA), còn được gọi là hyperelastosis cutis (HC). Điều này là do một gen lặn nhiễm sắc thể thường, và do đó, không giống như HYPP, HERDA chỉ có thể được truyền qua nếu cả cha và mẹ mang gen đó (do đó hiếm gặp hơn). Khi một con ngựa có bệnh này, có một khiếm khuyết collagen có kết quả trong các lớp của da không được tổ chức lại với nhau (liền da). Vì vậy, khi con ngựa đang cưỡi bằng yên hoặc bị chấn thương ở lớp da, lớp ngoài thường chia tách hoặc tách từ lớp sâu hơn (rách da), hoặc nó có thể xé toạc ra và hoàn toàn gây tổn thương cho ngựa. Nó hiếm khi được chữa lành mà không làm biến dạng những vết sẹo. Chứng rám nắng cũng có thể là một mối quan tâm của chủ ngựa. Trong trường hợp kịch tính, biến chứng da ngựa bị bệnh có thể rách dọc lưng và thậm chí lan xuống hai bên trông giống với một con ngựa đen bị lột da sống nhìn rất ghê. Hầu hết những con ngựa với chứng HERDA được để cho chết đi vì lý do nhân đạo (an tử động vật) ngay từ lúc hai tuổi và chậm hơn là bốn năm.
Glycogen phân nhánh Enzyme khiếm khuyết (GBED) là một bệnh di truyền nơi con ngựa đang thiếu một loại enzyme cần thiết để lưu trữ glycogen, cơ tim và xương cơ bắp của con ngựa có thể không hoạt động, dẫn tới tử vong nhanh chóng và đột ngột (ngựa đột tử). Bệnh xảy ra ở những con ngựa con mang di truyền có yếu tố là đồng hợp tử cho ra GBE là loại alen gây chết, có nghĩa là cả hai cha mẹ mang theo một bản sao của gen. Các con ngựa giống từ cá thể P-234 có liên quan đến bệnh này. Có một xét nghiệm máu DNA cho gen này để xác định nguồn gốc bệnh này.